# 인사동 스캔들
"인사동 스캔들"(仁寺洞 스캔들)은 박희곤 감독의 2009년 대한민국의 영화이다. 영화는 서울 인사동을 배경으로 그림의 복제, 밀매에 관한 에피소드들로 구성되며 결말부 극명한 권선징악 탓에 맥이 빠진 점, 화려한 볼거리들 사이에 유기성이 부족해 다소 산만하게 느껴졌다는 점 등의 혹평이 있었고 엄정화가 분한 배태진 역은 처음 기획단계에서  남자 배역이었으나 감독 등의 의견 때문에 엄정화로 교체됐으며 엄정화는 해당 영화 때문에 TV 드라마 "내 인생의 황금기" 캐스팅 제의를 고사했다.

## 줄거리
프랑스에서 대학을 졸업한 최고의 복원사 이강준 그러나 자신이 자란 절에 대한 보답으로 복원한 강화병풍이 도난당하면서 범인으로 몰려 도박장을 드나드는 신세다. 그러던 어느날 갤러리계의 큰 손인 배태진 회장이 찾아와 복원을 의뢰한다. 그것은 몽유도원도의 작가 안견이 자신의 꿈을 그린 벽안도였다! 이에 이강준은 복원과 함께 배태진을 낚기 위한 작전에 들어간다.

## 캐스팅
- 김래원 : 이강준 역
- 엄정화 : 배태진 역
- 임하룡 : 권 마담 역
- 홍수현 : 최하경 역
- 김정태 : 장석진 역
- 김병옥 : 강 형사 역
- 마동석 : 상복 역
- 오정세 : 근복 역
- 최송현 : 공수정 역
- 송지은 : 윤 원장 역
- 이봉규 : 박 반장 역
- 김승기 : 김 형사 역
- 차형석 : 차 형사 역
- 송예주 : 큐레이터 1 역
- 문수희 : 큐레이터 2 역
- 유순철 : 김재천 역
- 김강일 : 스즈키 역
- 강성호 : 밀거래꾼 역
- 권혁풍 : 한 사장 역
- 송문수 : 김 사장 역
- 양명수 : 사장단 역
- 이종구 : 박 의원 역
- 김홍파 : 누드화 소장자 역
- 오순태 : 도박꾼 역
- 최선호 : 호진사 사람들 역
- 오성수 : 나까마 역
- 최낙영 : 기자 역
- 엄태구 : 룸살롱 매니저 역
- 하덕성 : 벽안도 감정사 역
- 민아령 : 방송 진행자 역
- 강동엽 : 비문 직원 역
- 모리 유키에 : 구로다 센터 직원 역
- 요시무라 켄이치 : 구로다 센터 직원 역
- 최민금 : 여스님 역
- 조은학 : 비보이 댄서 역
- 정지훈 : 비보이 댄서 역
- 하쿠류 : 구로다 역 (우정출연)
- 손병호 : 박가 역 (우정출연)
- 고창석 : 호진사 사장 역 (우정출연)
- 지대한 : 곽 사장 역 (우정출연)
- 이얼 : 송태수 역 (우정출연)
- 정진 : 사설경매사 역 (우정출연)